# Felícia Carvalho
Felícia Claudinha Cruz Carvalho (* 1983 oder 1984) ist eine osttimoresische Politikerin. Sie ist Mitglied der Partei Congresso Nacional da Reconstrução Timorense (CNRT),

## Werdegang
In Australien besuchte Carvalho die Highschool des West Moreton Anglican College und erhielt an der Griffith University einen Bachelor of Public Health sowie einen Master of Business Administration International Logistics and Trade an der Hochschule Wismar.
Von 2007 bis 2012 war Carvalho Beraterin im Kabinett von Finanzministerin Emília Pires. Bis 2017 arbeitete sie als Leiterin der Abteilung Entwicklungspartner im Finanzministerium.
Carvalho arbeitete als leitende Beraterin für Politik und Unterstützungskoordinierung am Centro Nacional de Reabilitação (CNR), das sich um Menschen mit Behinderungen kümmert und als Projektmanagerin für das Projekt Digital Health Hub mit der australischen RMIT University. Außerdem war sie Senior Operational Officer und Aid Coordinator im Sekretariat der g7+-Staaten.
Am 15. September 2023 wurde sie von Präsident José Ramos-Horta zur Vizeministerin für Finanzen in der IX. konstitutionellen Regierung Osttimors unter Premierminister Xanana Gusmão vereidigt. Sie löst damit Hélder Lopes ab.